# كارل نويمر
كارل نويمر (بالألمانية: Karl Neumer)‏ (و. 1887 – 1984 م) هو راكب دراجة هوائية ألماني، شارك في الألعاب الأولمبية الصيفية 1908، توفي في برنا، عن عمر يناهز 97 عاماً.

## روابط خارجية
- كارل نويمر على موقع أرشيف الدراجات (الإنجليزية)
- كارل نويمر على موقع أوليمبيديا (الإنجليزية)